# Lake Forest (Califórnia)
Lake Forest é uma cidade localizada no estado americano da Califórnia, no Condado de Orange. Foi incorporada em 20 de dezembro de 1991.

## Geografia
De acordo com o United States Census Bureau, a cidade tem uma área de 46,3 km², onde 46,1 km² estão cobertos por terra e 0,2 km² por água.

### Localidades na vizinhança
O diagrama seguinte representa as localidades num raio de 8 km ao redor de Lake Forest.

## Demografia
Segundo o censo nacional de 2010, a sua população é de 77 264 habitantes e sua densidade populacional é de 1 674,06 hab/km². Possui 27 088 residências, que resulta em uma densidade de 586,91 residências/km².